# Rio Arriba megye
Rio Arriba megye az Amerikai Egyesült Államokban, azon belül Új-Mexikó államban található. Megyeszékhelye Tierra Amarilla, legnagyobb városa Española. Lakosainak száma 40 363 fő (2011. július 1.). Rio Arriba megye Archuleta, Sandoval, Santa Fe, Los Alamos, San Juan, Mora, Taos és Conejos megyékkel határos.

## Népesség
A megye népességének változása:
| Lakosok száma | 40 331 | 40 363 | 40 302 | 40 072 | 39 465 |
|               | 2010   | 2011   | 2012   | 2013   | 2015   |